# Belfast South (circonscription du Parlement d'Irlande du Nord)
Pour les articles homonymes, voir Belfast South.
Belfast South était une circonscription de borough du Parlement d'Irlande du Nord de 1921 à 1929. Elle a élu quatre MPs, utilisant la représentation proportionnelle au moyen du vote unique transférable.

## Limites
Belfast South a été créé par le Government of Ireland Act 1920 et comprenait les quartiers de Cromac, Ormeau et Windsor wards  du comté de Belfast). La loi de 1929 sur la Chambre des communes (méthode de vote et de redistribution des sièges) (Irlande du Nord) a divisé la circonscription en quatre circonscriptions élues au scrutin uninominal à un tour : Belfast Ballynafeigh, Belfast Cromac, Belfast Willowfield et Belfast Windsor.

## Second Dáil
En mai 1921, le Dáil Éireann, le parlement de la République irlandaise autoproclamée dirigée par le Sinn Féin, a adopté une résolution déclarant que les élections à la Chambre des communes d'Irlande du Nord et à la Chambre des communes d'Irlande du Sud seraient utilisées comme élection pour le deuxième Dáil. Tous les élus figuraient sur la liste du deuxième Dáil, mais comme aucun MP du Sinn Féin n'a été élu pour Belfast South, il n'y était pas représenté.

## Politique
Belfast South était une région à prédominance unioniste envoyant quatre unionistes en 1921 et 3 unionistes et 1 MP unioniste indépendant en 1925. Même après son abolition, Ballynafeigh, Cromac et Windsor n'ont jamais élu que des MPs unionistes.

## Membres du Parlement
| Élection                         | MP (Parti) | MP (Parti)                           | MP (Parti)                           | MP (Parti)                           | MP (Parti)                                | MP (Parti)                                | MP (Parti) | MP (Parti)                                 |
| -------------------------------- | ---------- | ------------------------------------ | ------------------------------------ | ------------------------------------ | ----------------------------------------- | ----------------------------------------- | ---------- | ------------------------------------------ |
| MPs (1921)                       |            | Thomas Moles (Ulster Unionist Party) |                                      | Hugh Pollock (Ulster Unionist Party) |                                           | Julia McMordie (Ulster Unionist Party)    |            | Crawford McCullagh (Ulster Unionist Party) |
| MPs (1925)                       |            | Thomas Moles (Ulster Unionist Party) | Arthur Black (Ulster Unionist Party) | Hugh Pollock (Ulster Unionist Party) |                                           | Philip James Woods (Independent Unionist) |            |                                            |
| MPs (élection partielle de 1925) |            | Thomas Moles (Ulster Unionist Party) | Arthur Black (Ulster Unionist Party) | Hugh Pollock (Ulster Unionist Party) | Anthony Babington (Ulster Unionist Party) |                                           |            |                                            |

## Election results
| Parti                                                                  | Parti                | Candidat           | %    | Comptage | Comptage | Comptage |
| Parti                                                                  | Parti                | Candidat           | %    | 1        | 2        | 3        |
| ---------------------------------------------------------------------- | -------------------- | ------------------ | ---- | -------- | -------- | -------- |
|                                                                        | Ulster Unionist      | Thomas Moles       | 42.5 | 17,248   |          |          |
|                                                                        | Ulster Unionist      | Hugh Pollock       | 15.6 | 6,334    | 11,866   |          |
|                                                                        | Ulster Unionist      | Crawford McCullagh | 12.5 | 5,068    | 7,679    |          |
|                                                                        | Sinn Féin            | Dermot Barnes      | 6.7  | 2,719    | 2,720    | 2,721    |
|                                                                        | Ulster Unionist      | Julia McMordie     | 5.9  | 2,372    | 4,197    | 8,784    |
|                                                                        | Nationalist          | B. McCoy           | 4.2  | 1,688    | 1,690    | 1,693    |
|                                                                        | Belfast Labour Party | James Baird        | 2.2  | 875      | 891      | 905      |
| Électorat : 40,566 Valide : 36,304 Quota : 7,261 Participation : 89.5% |                      |                    |      |          |          |          |

| Parti                                                                  | Parti                    | Candidat           | %    | Comptage | Comptage | Comptage | Comptage | Comptage |
| Parti                                                                  | Parti                    | Candidat           | %    | 1        | 2        | 3        | 4        | 5        |
| ---------------------------------------------------------------------- | ------------------------ | ------------------ | ---- | -------- | -------- | -------- | -------- | -------- |
|                                                                        | Independent Unionist     | Philip James Woods | 20.5 | 8,814    |          |          |          |          |
|                                                                        | Ulster Unionist          | Thomas Moles       | 18.0 | 7,756    |          |          |          |          |
|                                                                        | Ulster Unionist          | Hugh Pollock       | 9.9  | 4,291    | 4,816    | 5,961    |          |          |
|                                                                        | Town Tenants Association | William Magill     | 7.7  | 3,320    | 5,382    | 5,436    | 5,442    | 5,573    |
|                                                                        | Ulster Unionist          | Arthur Black       | 7.4  | 3,176    | 3,440    | 3,821    | 3,892    | 5,710    |
|                                                                        | Ulster Unionist          | Crawford McCullagh | 4.0  | 1,707    | 1,857    | 2,220    | 2,291    |          |
| Électorat : 43,164 Valide : 29,064 Quota : 5,813 Participation : 67.3% |                          |                    |      |          |          |          |          |          |

Woods a refusé le siège, ayant également été élu pour Belfast West.
| Parti         | Parti                   | Candidat                | Voix   | %    | ±    |
| ------------- | ----------------------- | ----------------------- | ------ | ---- | ---- |
|               | Ulster Unionist         | Anthony Babington       | 18,857 | 41,6 | 68.0 |
|               | NI Labour               | G. M. Donaldson         | 8,856  | 55,3 | 32.0 |
| Majorité      | Majorité                | Majorité                | 10,001 | 36,1 |      |
| Participation | Participation           | Participation           | 27,713 | 64,2 | -3.1 |
|               | Ulster Unionist retenir | Ulster Unionist retenir | Swing  |      |      |

## Sources
- Northern Ireland Parliamentary Election Results 1921-1972, compiled and edited by Sydney Elliott (Political Reference Publications 1973)